# Nubische Denkmäler von Abu Simbel bis Philae
Die Nubischen Denkmäler von Abu Simbel bis Philae sind eine UNESCO-Welterbestätte, die zehn archäologische Stätten am Ufer des Nassersees im äußersten Süden Ägyptens umfassen.
Sie wurden von verschiedenen Pharaonen ab dem 2. Jahrtausend v. Chr. erbaut, um die Vorherrschaft über das nubische Königreich und seine Bodenschätze wie Gold, Kupfer und Elfenbein zu erlangen oder zu erhalten. Zu den Denkmälern gehören Tempel an verschiedenen Orten zwischen dem Heiligtum der Isis in Philae (unterhalb des Assuan-Staudamms) und den Tempeln von Ramses II. in Abu Simbel, 280 km weiter südlich. Die Denkmäler wurden dank einer internationalen Kampagne der UNESCO zwischen 1960 und 1980 vor dem steigenden Nilwasser gerettet.

## Zugehörige Stätten
- in Assuan:
  - Gräber des Alten und Mittleren Reichs in Qubbet el-Hawa
  - Simeonskloster
  - Ruinen der Stadt Elephantine
  - Islamischer Friedhof
  - Steinbrüche und unvollendeter Obelisk
- Insel Agilkia mit dem Tempel von Philae
- Kalabscha mit Felsentempel Bet el-Wali und Kiosk von Kertassi
- Wadi as-Subu' mit Tempel von Dakka und Maharraka
- Amada mit dem Tempel von Derr
- Tempel von Abu Simbel

## Internationale Rettungsmission der UNESCO

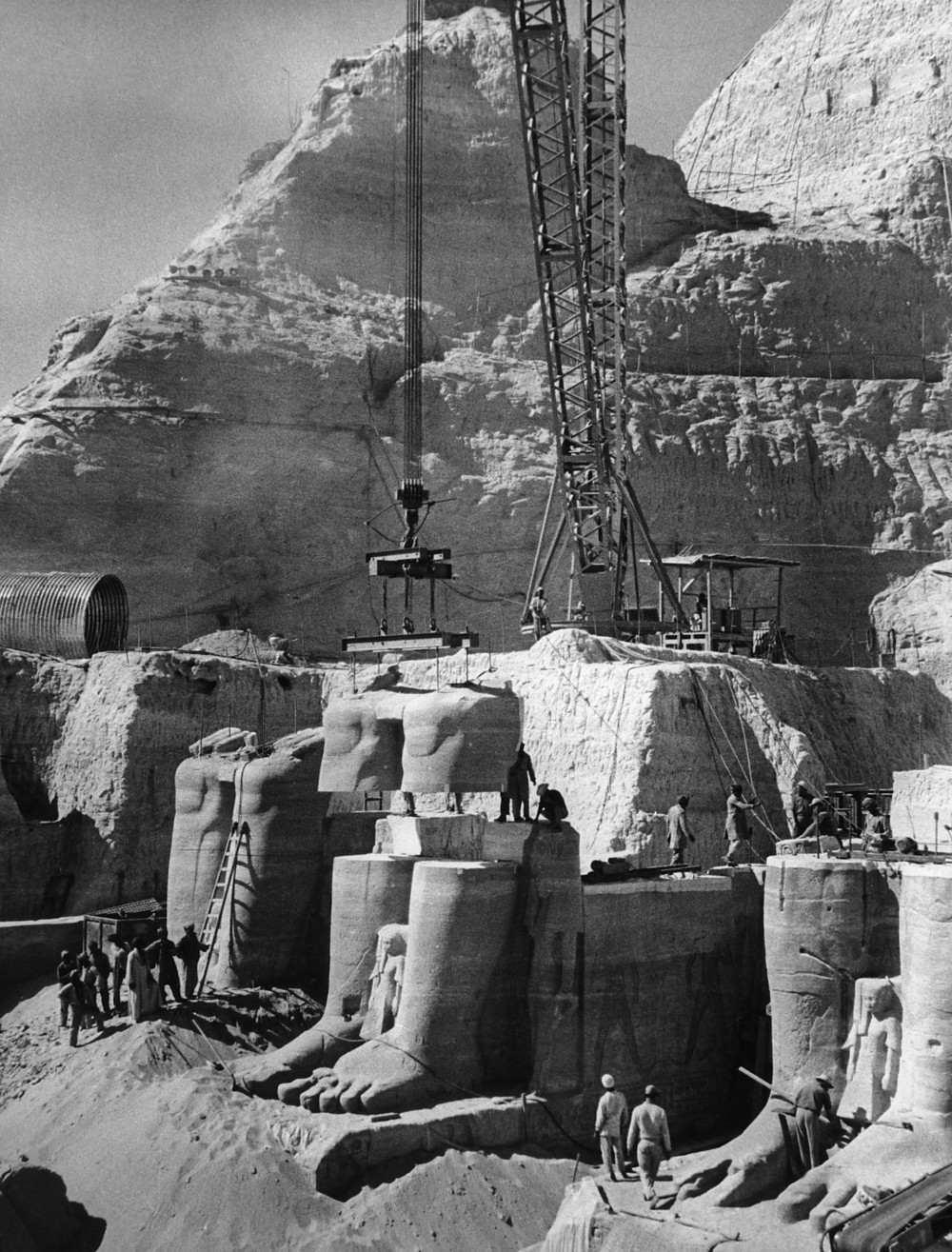
Demontage der Statuen in Abu Simbel

Durch den Bau des neuen Assuan-Staudamms Anfang 1960 waren viele Stätten am Ufer des Nassersees von Überflutung bedroht. Auf Bitten der ägyptischen und sudanesischen Regierung startete die UNESCO daraufhin eine weltweite Kampagne, um die bedrohten Denkmäler an einen neuen sichereren Standort zu verlegen. Fünfzig Länder beteiligten sich an diesem Projekt, das damals 80 Millionen Dollar kostete. Im Zeitraum von 1960 bis 1980 konnten so insgesamt 22 Denkmäler in der Region Unternubien in Südägypten und im Nordsudan umgesiedelt werden. Der Erfolg des Projektes führte zur Gründung der Welterbekonvention.
1979 wurden die Nubischen Monumente von Abu Simbel bis Philae in die Liste des UNESCO-Weltkulturerbes aufgenommen, und zwar nach den Kriterien (i) schöpferisches Meisterwerk, (iii) kulturelle Tradition und (vi) Verbindung mit einem Glaubenssystem.